# Diamond Award
El Diamond Award (en español: Premio de diamante) es un reconocimiento entregado por la Recording Industry Association of America (RIAA) a aquellos artistas que por un álbum y/o sencillo logren más de 10 millones de unidades vendidas en los Estados Unidos, este reconocimiento es aparte de la simbólica placa de diamante.

## Historia
Katy Perry con las canciones Firework, Dark Horse y Roar es la única artista en obtener tres Diamond Award junto con el rapero Eminem con las canciones Love The Way You Lie, Lose Yourself y Not Afraid  y sólo 2 han llegado a obtener dos Diamond Award: Lady Gaga con Bad Romance y Poker Face y Justin Bieber en 2013 con Baby, Sorry en 2021 y Stay  Se agrega a ellos la cantante Bebe Rexha en 2017, por su hit «Meant to Be» junto con Florida Georgia Line.
Este reconocimiento fue creado por la Recording Industry Association of America para poder destacar las ventas que obtuvo el cantante estadounidense Lionel Richie con su segundo álbum Can't Slow Down el 19 de diciembre de 1985, y desde entonces se han entregado alrededor de 117 certificaciones.
Cabe destacar que Michael Jackson es el cantante que más ha vendido con un álbum y/o sencillo, ya que su álbum Thriller hasta la fecha ha comercializado entre 51 a 65 millones de copias en todo el mundo.